# 網谷正治
網谷正治（日语： Amiya Masaharu，本名：網谷 正治（日文讀音相同），1970年8月29日—），日本男編劇。出身於東京都。小山高生主宰編劇集團「Brother Noppo（動畫劇本屋）」OB。主要活躍於動畫領域。
有時他會使用自己的本名或（轉換用平假名）的名義（然而，在日本編劇聯盟理事名單中，這個名字用漢字寫成「網谷正晴」）。另外上廣播節目時，其麥克風名稱是。

## 參加作品
粗體字表示劇本統籌作品。

### 電視動畫
1990年
- 魔法天使甜蜜薄荷

1992年
- 宇宙騎士騎格武士利刃（文藝擔當）

1993年
- GS美神
- 勇者特急隊

1994年
- 勇者警察傑德卡
- BLUE SEED（文藝）
- 魔天戰神

1995年
- 十二生肖 爆烈戰士
- 黃金勇者合體
- 爆走獵人

1996年
- 妖精狩獵者
- VS騎士檸檬汽水&40炎（劇本統籌補）
- 機械女神J（—1997年）

1997年
- 妖精狩獵者II
- CLAMP學園偵探團
- 超魔神英雄傳

1998年
- 秋葉原電腦組
- 快傑蒸氣偵探團 TV ANIMATION SERIES（—1999年）
- 機械女神JtoX（—1999年）

1999年
- 星方天使Angel Links
- 亞克傳承
- 課長王子

2000年
- 愛上壞壞的死神
- 時間飛船2000 怪盗閃亮超人（日语：タイムボカン2000 怪盗きらめきマン）
- GEAR戰士電童（—2001年）

2001年
- 妹妹公主
- 辣妹當家（—2002年）

2002年
- 青出於藍[1]
- 妹妹公主 RePure
- 洛克人EXE（—2003年）

2003年
- 初音島
- 洛克人EXE AXESS（—2004年）

2004年
- 洛克人EXE Stream（—2005年）

2005年
- 初音島 Second Season
- 愛的魔法 ～Heartful days
- 增血鬼果林（—2006年）

2006年
- 犬神！
- 少女愛上姊姊
- 鍵姬物語 永久愛麗絲輪舞曲（日语：鍵姫物語 永久アリス輪舞曲）
- 妖逆門
- 流星洛克人（—2007年）

2007年
- 初音島II
- 藍蘭島漂流記
- 魔法人力派遣公司（—2008年）
- 流星洛克人 Tribe（—2008年）

2008年
- 光速大冒險PIPOPA
- 初音島II Second Season

2009年
- 戰鬥陀螺 鋼鐵奇兵（—2010年）
- 天國少女[2]
- Battle Spirits 少年激霸彈（—2010年）

2010年
- 守護貓娘緋鞠[3]
- 學生會長是女僕！
- 戰鬥陀螺 鋼鐵奇兵 爆（—2011年）
- 祝福的鐘聲
- Battle Spirits Brave（—2011年）
- 緣之空

2011年
- 戰鬥陀螺 鋼鐵奇兵 4D
- 天魔黑兔
- Battle Spirits 霸王（—2012年）

2012年
- 要聽爸爸的話！
- 美少女死神 還我H之魂！
- Battle Spirits Sword Eyes（—2013年）

2013年
- 襲來！美少女邪神W
- 最強銀河 究極ZERO Battle Spirits（—2014年）

2014年
- 星刻龍騎士
- Oreca Battle（日语：モンスター烈伝 オレカバトル）（—2015年）

2015年
- 海螺小姐（2015年—）

2016年
- 逆轉裁判 ～對這個「真相」，有異議！～
- 虎面人W

2017年
- 多美卡超級救援DRIVE HEAD機動救急警察

2018年
- ISLAND

2019年
- 科學一方通行

2020年
- 忍者亂太郎（2020年—）

2024年
- 愚蠢天使與惡魔共舞

### 電影動畫
1999年
- 劇場版 天地無用！ in LOVE 2 遙遠的思念

### OVA
1993年
- 時間飛船王道復古（日语：タイムボカン王道復古）

1996年
- 鬥神傳（日语：闘神伝）

### 網路動畫
2008年

### 廣播劇CD
1994年
- 格鬥天王'94

### 廣播劇
- 更多！純愛手札（日语：もっと!ときめきメモリアル）（1995年—1996年，文化放送）

### 其它
- 史萊姆冒險記 ～海邉耶，耶～（1999年）

## 小說
- 妖精狩獵者（電擊文庫）

## 演出
- 林原惠的心路小站（第2代助理）

## 相關項目
- 小山高生
- 日本動畫師列表（日语：アニメ関係者一覧）